# Birol Ünel
Birol Ünel ( Silifke, Turquía, 18 de agosto de 1961-Berlín, 3 de septiembre de 2020) fue un actor de teatro y cine turco nacionalizado alemán. 

## Biografía
Se mudó con sus padres en 1968 a Alemania.
Famoso internacionalmente tras protagonizar la película Contra la pared, entre sus trabajos más recientes destacados hay que citar Transylvania y Seven Heroes.[cita requerida]
Falleció el 3 de septiembre de 2020 a los cincuenta y nueve años en la clínica del distrito Friedrichshain de Berlín a consecuencia de un cáncer.

## Filmografía
- Im Juli (2000)
- Contra la pared (Gegen die Wand) (2004)
- El rey de los ladrones  (König der Diebe)  (2004)
- Not a Lovestory (2005)
- Das Haus der schlafenden Schönen (2006)
- Transylvania (2006)
- Valerie (2006)
- Soul Kitchen (2009)
- Buscando a Eimish (2012)